# Acuclavella quattuor
Acuclavella quattuor is een hooiwagen uit de familie Ceratolasmatidae. De wetenschappelijke naam van Acuclavella quattuor gaat  terug op W. A. Shear.